# Яшляр (Башкортостан)
Яшляр  (баш. Йәшләр) — деревня в Миякинском районе Республики Башкортостан Российской Федерации. Входит в состав Большекаркалинский сельсовет.

## География

### Географическое положение
Расстояние до:
- районного центра (Киргиз-Мияки): 33 км,
- центра сельсовета (Большие Каркалы): 3 км,
- ближайшей ж/д станции (Аксёново): 76 км.

## Население
| 2002 | 2009 | 2010 |
| ---- | ---- | ---- |
| 22   | ↘20  | ↘18  |